# De schippers van de Kameleon (film)
De schippers van de Kameleon is een Nederlandse familiefilm uit 2003 van de regisseurs Steven de Jong en Marc Willard. De hoofdrollen worden vertolkt door Koen en Jos van der Donk.
Deze verfilming van de kinderboekenserie De Kameleon, geschreven door Hotze de Roos, trok in de hete zomer van 2003 meer dan 750.000 bezoekers naar de bioscopen en was daarmee de bestbezochte Nederlandse film van dat jaar. Eind juni 2005 verscheen de opvolger: Kameleon 2.

## Verhaal
Hielke en Sietse Klinkhamer zijn de blije eeneiige tweeling van de aardige dorpssmid Heit Klinkhamer, ook bekend als Evert Klinkhamer, en diens vrouw Mem Klinkhamer, inwoners van Lenten, een rustig plaatsje gelegen aan de kust van Friesland. 
Op een dag komt er een meisje uit de grote stad genaamd Esther. Zij wordt het nieuwe buurmeisje van de Klinkhamers. Onlangs zijn haar ouders overleden en komt ze bij haar oom Wim en haar tante  Margreet Bleeker wonen. De broers worden verliefd op Esther, maar Esther heeft geen interesse in de jongens. Sterker nog, ze vindt de tweeling maar vies.  
De broers hebben maar één grote wens: een boot. Wanneer er toevallig een opduwer crasht vlak achter de smederij van hun vader zien de jongens hun kans. Voor 30 gulden neemt hun vader de boot over en hiermee komt de grote wens van de broers uit. De broers beginnen de boot te verven, maar helaas hebben ze nog geen motor voor de boot en ze kunnen er dus niks mee. 
Maar wat de inwoners niet weten is dat ze groot gevaar lopen. Meteorologen hebben voorspeld dat er een grote orkaan uit Engeland op komst is die recht op Friesland afkomt. Steden en dorpen in Friesland worden allemaal ingelicht, ook het dorpje Lenten, maar de burgemeester is te eigenwijs om alarm te slaan. Het is toch mooi weer?! Geen reden voor paniek, zei hij tegen Zwart, de lokale agent die hem kwam waarschuwen voor de storm. Maar het was al snel te laat. 
De storm was al gearriveerd en werd steeds gevaarlijker, totdat er zelfs een alles verwoestende tornado ontstond in het veld achter de smederij van de Klinkhamers. De tornado verwoestte alles in de tuin van de Klinkhamers en de boot liep ook gevaar. Maar gelukkig spaarde de tornado hem. Echter gold dit niet voor de dorpsdokter. Hij was op weg naar de smederij van de Klinkhamers met zijn auto, toen de tornado hem trof en hem mee de lucht in sleurde. De auto belandde met een harde klap in de sloot en de dokter dreigde te verdrinken. Gelukkig zagen de gebroeders Klinkhamer wat er gebeurde. Ze waarschuwden Heit net op tijd en bevrijdden de dokter uit zijn zinkende auto.
De volgende dag was de schade duidelijk zichtbaar. Straten lagen vol met puin en de telefoonlijnen waren kapot gegaan. Helaas had Esthers tante slecht nieuws. Haar man was 's nachts niet thuis gekomen van zijn werk. Esther en haar tante hadden een slapeloze nacht. Als Heit, samen met de tweeling, Zwart, Kees en de molenaar gaan zoeken, vinden ze hem in de sloot. Hij was tijdens de storm in de sloot beland en overleden. Door dit nieuws moest mevrouw Bleeker worden opgenomen en komt Esther tijdelijk bij de familie Klinkhamer logeren. 
Ook heeft Gerben Zonderland, een oude vriend van Hielke en Sietse, de gezonken auto van de dokter met zijn paarden uit de sloot getrokken. Als dank voor het redden van zijn leven, geeft de dokter de auto aan de tweeling. Dankzij Gerben komen de broertjes op het idee om de motor van de auto eruit te halen en in de boot te plaatsen. Het stuur van de auto kon worden gebruikt om de boot te besturen. Uiteindelijk blijkt het ook nog eens te werken en zo ontstaat er een speedboot die gedoopt wordt met de naam 'Kameleon'. Deze naam werd bedacht door de dokter toen hij zag dat de boot bij het starten van de motor steeds van kleur veranderde, net als een kameleon. De broers testen de boot en vinden het helemaal geweldig. 
De broers kunnen meteen aan de slag als er een duo criminele nozems uit de grote stad de dorpsinwoners komt terroriseren. De nozems hadden eerder al Oma de Jong overvallen en verwond. Daarna vielen ze Esther lastig terwijl de tweelingbroers eraan kwamen gevaren. Hierop besloten ze de nozems per boot te achtervolgen, maar helaas viel hun boot stil. Daarna blijkt dat er bij de notaris is ingebroken en er 800 gulden is gestolen, waarvan Gerben de schuld krijgt. Maar later blijken de nozems dit gedaan te hebben. 
Tijdens een zwemwedstrijd stelen de nozems het geld van een ijskraam die op de wedstrijdlocatie staat en achtervolgen de schippers van de Kameleon de nozems weer per boot. Uiteindelijk vindt Zwart dat het genoeg is en hij belt de waterpolitie, maar die komt sloom op gang. Uiteindelijk dreigt de boot van de nozems tegen een vrachtschip aan te botsen en springen de nozems net op tijd uit de boot, maar ze kunnen niet zwemmen. De tweelingbroers vissen de nozems uit het water en de nozems worden opgepakt door de politie. 
Om deze dappere daad van de tweelingbroers te vieren, wordt er een groot dorpsfeest ter ere van de broers gehouden. Ze krijgen een bedankje en een officieel lintje van de burgemeester. De nozems moeten hun excuses aan iedereen aanbieden. Uiteindelijk doen de broers een weddenschap met Esther. Wie over de sloot kan springen en de overkant haalt, krijgt een kus van haar. De broers springen allebei over de sloot en krijgen dus allebei een kus. Uiteindelijk vaart het drietal vredig weg met hun boot.

## Rolverdeling
| acteur                   | personage                                 |
| ------------------------ | ----------------------------------------- |
| Koen van der Donk        | Hielke Klinkhamer                         |
| Jos van der Donk         | Sietse Klinkhamer                         |
| Maarten Spanjer          | Gerben Zonderland                         |
| Rense Westra             | Veldwachter Zwart                         |
| Saar Koningsberger       | Esther Bleeker                            |
| Willeke van Ammelrooy    | Mevrouw Bleeker                           |
| Peter Tuinman            | Meneer Bleeker                            |
| Gijs Scholten van Aschat | Burgemeester                              |
| Meriyem Manders          | Burgemeestersvrouw                        |
| Dominique van Vliet      | "Mem" Klinkhamer                          |
| Steven de Jong           | "Heit" Klinkhamer                         |
| Joep Sertons             | Dokter                                    |
| Klaas Hofstra            | Sjoerd Bonnema                            |
| Tim Zweije               | Nozem #1                                  |
| Wybe Bruinsma            | Nozem #2                                  |
| Hilly Harms              | Oma de Jong                               |
| Sipke Jan Bousema        | Joris van Kampen                          |
| Mads Wittermans          | Sygerdsma jr.                             |
| Ids van der Krieken      | Boze boer                                 |
| Lianne Zandstra          | Mevrouw Wijnstra                          |
| Thirza Koopmans          | Paulien Wijnstra                          |
| Tom Kuipers              | Kees Dijkstra                             |
| Peter Groot Kormelink    | Molenaar Dijkstra                         |
| Henk Westbroek           | IJscoman Piersma                          |
| Piet Paulusma            | Weervoorspeller                           |
| Ed Nijpels               | Commissaris van de Koningin van Friesland |
| Okko van der Pol         | Notaris                                   |
| Hielke Bergsma           | Schipper                                  |
| Boyan Nijpels            | Vissersjongen                             |

## Achtergrond

### Productie
De schippers van de Kameleon was tevens de titel van het eerste deel uit de boekenreeks De Kameleon. Hoewel beide projecten dezelfde titel dragen, is de film slechts gedeeltelijk gebaseerd op het boek. De makers voegden ook eigen ideeën en elementen uit andere Kameleon-delen toe.
Vlak voor de start van de filmopnamen vond er een laatste abrupte wijziging in de rolverdeling plaats. Oorspronkelijk zou Thomas Acda de rol van Gerben Zonderland voor zijn rekening nemen en Maarten Spanjer die van de dokter. Acda moest echter plotseling afzeggen vanwege een blessure die hij opliep tijdens een optreden van Acda en De Munnik. Binnen enkele dagen werd de rolverdeling gewijzigd. Spanjer kreeg nu de rol van Gerben toebedeeld. Joep Sertons, die oorspronkelijk als de burgemeester zou verschijnen, kreeg Gijs Scholten van Aschat als vervanger en hijzelf werd de nieuwe dokter.
Peter Groot Kormelink (molenaar Dijkstra) werd min of meer toevallig toegevoegd. Aanvankelijk was hem gevraagd een compositie te schrijven voor de muziek van de film. Die was getiteld Twee handen op één buik. Daarna werd hij aangesproken voor het bescheiden rolletje van molenaar. Men vond hem voornamelijk geschikt vanwege zijn uiterlijk (kaal hoofd) en zijn lichaamsbewegingen (houterige manier van rennen).
Het personage Esther Bleeker, gespeeld door Saar Koningsberger, komt in alle 64 boeken niet voor. Wel komt in de eerste delen een jongen voor met de naam Cor Bleeker. Hij raakt bevriend met Hielke en Sietse en gaat regelmatig mee op avontuur. De regisseur heeft er bewust voor gekozen er een meisje van te maken, zodat hiermee de doelgroep werd verbreed en er romantiek aan het verhaal kon worden toegevoegd.

### Reacties
De film werd door recensenten met weinig enthousiasme ontvangen. Zij vonden de film hooguit "charmant" en leverden bijna allemaal kritiek op het gebrek aan samenhang tussen de scènes. Vooral een fragment waarin Peter Tuinman en Saar Koningsberger een scène uit Stanley Kubricks Lolita lijken na te spelen, werd door de recensenten niet begrepen, of ronduit "ongemakkelijk" genoemd. Regisseur en scenarioschrijver De Jong liet weten de verwijzing naar Lolita bewust te hebben toegevoegd: "De ontwikkeling bij de tweeling van "Bah meisjes", naar "Hé meisjes" zit ook in de film."
De film won op de tiende dag van roulatie de Nederlandse prijs Gouden Film wegens het halen van 100.000 bezoekers, later gevolgd door de Platina Film dankzij ruim 400.000 mensen. In juni 2005 werd de film vertoond op de 23e editie van het International Young Audience Filmfestival in Polen. Een jaar later, in juni 2006, werd De schippers van de Kameleon in Israël bekroond als beste kinderfilm op het 4e Filmfestival van Eilat.

### Filmmuziek
De muziek in de film werd geschreven door componist Ronald Schilperoort en uitgevoerd door het Metropole Orkest.
Verder hadden tien artiesten ieder een eigen lied geschreven. De regisseur koos hieruit een paar geschikte stukken. Grote winnaars waren De Boswachters met hun hit Wind In Mijn Haren, dat ergens in het midden van de film te horen was, en Han van Eijk met zijn nummer Voor Altijd Samen, dat werd gebruikt tijdens de openingcredits en de aftiteling. Overigens waren hiervan twee versies: een die slechts begeleid werd door een piano (openingcredits) en een die met veel instrumenten door meerdere muzikanten ondersteund werd (aftiteling).
Als extra werd aan de broertjes Koen en Jos van der Donk gevraagd iets muzikaals te verzinnen voor op de cd. Samen met zanger Peter Groot Kormelink begonnen zij vervolgens te werken aan het lied Tweelingen, een ode aan het tweeling zijn, met robotachtige sfeergeluiden.

### Parodie
In 2002 maakte de Friese studentenvereniging FFJ Bernlef een parodie op de Kameleon-film. De studenten waren het er niet mee eens dat in de film Nederlands gesproken werd, omdat het verhaal zich in Friesland afspeelt. Als grap maakten zij een film met de titel De Kameleon Sjocht Yn It Waar. De film werd tijdens de KEI-week (jaarlijkse, algemene studenten introductie in Groningen) vertoond en daarna in vele dorpen in Friesland.

### Notities
Boudewijn de Groot speelt een klein rolletje in de film, namelijk als een fietsende man die het lied Jimmy fluit, een lied van De Groot zelf. Ook Ed Nijpels, op dat moment commissaris der Koningin in Friesland, had een rolletje als zichzelf.
Piet Paulusma speelt de weerman in de scènes bij het weerinstituut. 
Acteurs van Baas Boppe Baas in De schippers van de Kameleon:
- Rense Westra: Veldwachter Zwart (Beant Baas)
- Meriyem Manders: Burgemeestersvrouw (Talieta Baas-Van Gorcem)
- Steven de Jong: Heit Klinkhamer (Regisseur Baas Boppe Baas)
- Wybe Bruinsma: Nozem nr. 2 (Bennie)
- Hilly Harms: Oma de Jong (Joukje Baas)
- Lianne Zandstra: Mevrouw Wijnstra (Afke Baas)

## Goud en platina
Op 2 juli 2003 werd De schippers van de Kameleon beloond met een Gouden Film op grond van het bioscoopbezoekersaantal. Op 5 augustus 2003 volgde een Platina Film.